# Жюссьё, Бернар де
Берна́р де Жюссьё (фр. Bernard de Jussieu, 17 августа 1699, Лион, Франция, — 6 ноября 1777) — французский ботаник.
Брат Кристофа, Антуана и Жозефа.
Член Французской академии наук (1725, adjoint botaniste), Лондонского королевского общества (1727).

## Путь в науке
В 1716 году после окончания училища приехал в Париж для продолжения изучения курса наук. В это же время его брат Антуан направлялся директором ботанического сада Фагоном в научную экспедицию в Испанию и Португалию. Антуан взял в эту поездку Бернара с собой. Это путешествие утвердило в нём прежнее желание посвятить себя изучению ботаники. По возвращении из экспедиции он учился медицине в Университете Монпелье и в 1720 году выдержал экзамен на степень доктора. Но чрезмерная чувствительность заставила его отказаться от практики, вследствие чего он по приглашению брата в 1722 году возвратился в Париж. Здесь уже состарившийся Себастьен Вайян предложил ему место демонстратора и преподавателя ботаники в королевском ботаническом саду.
В 1725 году он издал новую редакцию незаконченного труда Турнефора «Histoire des plantes qui naissent aux environs de Paris» (в двух томах), был выбран членом Академии наук и приобрёл европейскую известность. Несмотря на это, Бернар всю жизнь оставался в скромной должности, которую занимал после смерти Вайяна.
Основатель первой естественной системы растений, которую, впрочем, письменно не изложил. По этой системе в 1759 году были расположены живые растения в садах Малого Трианона в Версале, где ему поручено было Людовиком XIV устроить ботанический сад и куда съезжались отовсюду прослушать его устные рассказы. Жюссьё группировал растения по природным свойствам. Этот порядок был описан позднее его племянником Антуаном Лораном де Жюссьё.
Карл Линней тоже посетил Жюссьё и отзывался о нём и его системе с восторгом. В честь его он назвал род растений семейства Бурачниковые — Жюссьена (Jussiena).

## Интересные факты
В Советском энциклопедическом словаре под редакцией А. М. Прохорова и воспроизводящих его электронных ресурсах датой рождения Бернара Жюсье значится 17 августа 1669 года